# آب‌بند لشتو
آب‌بند لشتو، یک بند انحرافی در غرب مازندران بر روی رودخانه چالک‌رود است که بیش از ۱۳۰۰ هکتار از کشتزارهای غرب استان را زیر پوشش آبیاری قرار می‌دهد.
عملیات ساخت این آب‌بند سال ۱۴۰۰ آغاز شد و طی ۲۴ ماه با تأمین اعتبار مورد نیاز به مرحله بهره‌برداری رسید.